# SunTrust Financial Centre
Le SunTrust Financial Center appelé depuis janvier 2021, Truist Place est un gratte-ciel de bureaux de 160 mètres de hauteur construit à Tampa en Floride en 1992 dans le quartier d'affaires de la ville (Central Business District). 
En 2024 c'était le 4e plus haut gratte-ciel de Tampa. Il est emblématique du style post-moderne. Il a été conçu pour s'harmoniser avec le Tampa City Hall.
Sur les 36 étages, 10 correspondent à des parkings.
La partie supérieure de l'immeuble à partir du 11e étage est en rotation de 45° avec la base ce qui crée un espace supplémentaire vis-à-vis des immeubles voisins, notamment le One Tampa City Center.
La pyramide qui coiffe l'immeuble comprend les équipements mécaniques (ascenseurs) et les systèmes d'air climatisé.
L'immeuble qui comprend 44 000 tonnes d'acier est conçu pour résister à des vents de 176 km/h dans un État, la Floride, exposé aux cyclones.
À son achèvement le SunTrust Financial Center était le plus haut immeuble du monde construit en ciment.
L'architecte est l'agence Cooper Carry & Associates Inc.